# 3402 Wisdom
3402 Wisdom (1981 PB) là một tiểu hành tinh bay qua Sao Hỏa được phát hiện ngày 5 tháng 8 năm 1981 bởi E. Bowell ở Flagstaff (AM).